# Algeciras (kommun)
Algeciras är en kommun i Colombia.   Den ligger i departementet Huila, i den centrala delen av landet, 260 km sydväst om huvudstaden Bogotá. Antalet invånare är 23 427.